# Fatorda Stadium
Pour les articles homonymes, voir Jawaharlal Nehru Stadium.
Le Fatorda Stadium (en marathi : जवाहरलाल नेहरू मैदान, et en hindi : फतोर्दा स्टेडियम) ou Nehru Stadium est un stade omnisports indien se situant à Margao dans l'État de Goa. Il est principalement utilisé pour le football et le cricket.
Ce stade a une capacité de 27 300 places.

## Histoire
Le stade est inauguré en 1989. Il est possédé et géré par la Sports Authority of Goa.

## Événements
- Coupe d'Asie du Sud de football 1999

## Équipes locataires
- Football :
  - Churchill Brothers Sports Club
  - Dempo Sports Club
  - Sporting Clube do Goa
  - Salgaocar Sports Club
  - Vasco Sports Club

- Cricket :
  - Équipe de Goa de cricket